# ファイア・アンド・フォーゲット
ファイア・アンド・フォーゲット（英: Fire-and-forget）は、ミサイルの発射・誘導方式に関する軍事用語で、発射後にミサイル自体が標的を追尾する能力を持つため、発射母体が誘導のために照準を持続させたり、他の手段により標的に誘導照準を行ったりする必要がないものを指して言う。日本では「撃ち放し能力」または「撃ちっ放し能力」とも呼ばれる。

## 概要
これまでの多くの誘導ミサイルが、発射母体により標的に着弾するまで照準・誘導を必要とするか、または観測機・観測ヘリや特殊部隊によるレーザーなどでの照準照射を必要とした。しかし、この方式は、照準さえ持続されれば命中する確率が格段に高まるとは言え、発射母体や観測機・特殊部隊の隊員などが標的を捉え続けなければならないため、どうしても危険に晒されるというリスクがある。たとえば航空機にあっては、照準を維持することで機動が制限され、その分ほかの敵機に狙われる危険性が高まる。また、特殊部隊員にあっては、ただでさえ貴重な隊員にレーザー照準器を持たせて敵地に潜入させ、照準に専念させることになるため、彼らを危険に晒すという人的コストの問題もある。
これに対して、ファイア・アンド・フォーゲット能力を備えたミサイルでは、一度標的を捉えることができれば（いわゆるロックオン）、あとは発射するだけでミサイル自体が能動的に標的を追尾するため、照準しつづける必要がなくなる。
標的に関する情報は、ミサイルが発射される直前にミサイル本体にプログラミングされる。射撃統制システムなどにもよるが、標的の座標だけでなく、速度を含んだレーダー測定情報、さらにはIR（赤外線）画像まで含めることもある。ミサイル発射後は、ミサイル自体がジャイロスコープやGPS、レーダー、赤外線シーカー・赤外線撮像装置（光波ホーミング誘導）など（や、その組み合わせ）で標的を追いかけ続ける。いくつかのシステムでは、ファイア・アンド・フォーゲット機能だけでなく、標的に関する情報をミサイルに送り続けることもできる。

## 適用例
- 空対空ミサイル
  - AIM-4 ファルコン（赤外線誘導型のみ）（アメリカ）
  - AIM-9 サイドワインダー（アメリカ）
  - AIM-120 AMRAAM（アメリカ）
  - 99式空対空誘導弾（AAM-4）（航空自衛隊）
  - TC-2（天剣2型ミサイル）（台湾空軍）
  - R-77 RVV-AE（AA-12）（ロシア）
- 空対地ミサイル
  - AGM-65 マーベリック（アメリカ）
  - AGM-114L ロングボウ・ヘルファイア（アメリカ）
  - トリガート（英語版）（ドイツ）
- 地対空ミサイル
  - FIM-92 スティンガー（アメリカ）
- 地対地ミサイル
  - 01式軽対戦車誘導弾（陸上自衛隊）
  - 中距離多目的誘導弾（陸上自衛隊）
  - FGM-148 ジャベリン（アメリカ）
- 艦対空ミサイル
  - RIM-116 RAM（アメリカ）

など。

## 関連する項目
- ロックオン
- ミサイル